# Inn-Salzach-Welle
Radio ISW (Inn-Salzach-Welle) ist ein Lokalradio, das via UKW, DAB+ und Webstream für die Landkreise Altötting und Mühldorf a.Inn und deren angrenzenden Regionen Südostbayerns produziert wird und auch empfangen werden kann. Das Programm wird von der Hörfunk Burgkirchen Mühldorf GmbH mit Sitz in Burgkirchen an der Alz angeboten. Aufsichtsführende Anstalt ist die Bayerische Landeszentrale für neue Medien (BLM).

## Geschichte
Radio ISW ging aus einer öffentlichen Gesellschaftsgründung hervor, an der sich jedermann beteiligen konnte. Das führte letztlich auch zum großen pluralen Kreis von rund 30 verschiedenen Gesellschaftern, die sich zur „Inn-Salzach-Welle GmbH“ zusammenschlossen. Die Volkshochschulen Alt-Neuötting und Burghausen gehören dazu, ebenso das Kreisbildungswerk Rottal-Inn-Salzach und der Bezirksverband Oberbayern der Arbeiterwohlfahrt. Der Sendestart erfolgte am 6. Juni 1988 von Burgkirchen an der Alz aus, zeitgleich mit Radio Mühldorf. Das auf optimale Bürgernähe ausgerichtete Konzept von Radio ISW setzte sich rasch durch: schon Ende 1990 übernahm Radio ISW das Sendegebiet von Radio Mühldorf, mit dem 17. November 1990 als erster Sendetag nach der Übernahme. 1993 eröffnete Radio ISW in Waldkraiburg im Haus der Vereine ein Regionalstudio. Ein weiterer Meilenstein 1998: der Umzug nach Burgkirchen-Gendorf in das eigene Funkhaus. Radio ISW ist eine Produktion der Hörfunk Burgkirchen-Mühldorf GmbH. Seit dem Sendestart ist Hans Hausner der Geschäftsführer.
Zu vergangenen dortigen Radiosendungen gehört u. a. "Hot Music", welche während den 1990er Jahren hauptsächlich Musik aus den Charts gewidmet und somit an die jüngere Zuhörerschaft gerichtet war.

## Empfang

### UKW
Bekannte UKW-Frequenzen, auf welchen Radio ISW zu empfangen ist:
- 90,4 MHz (Mühldorf a. Inn)
- 92,7 MHz (Schnaitsee)
- 93,1 MHz (Burgkirchen an der Alz)
- 106,4 MHz (Neumarkt-St. Veit)

### Digitalradio
- DAB+
- Webradio

## Sendungen
Sendungen von Radio ISW sind beispielsweise die täglichen übertragenen ISW-Wecker, der ISW-Flohmarkt, das Mittagsmagazin und Buntes am Nachmittag, wobei es auch wochentagspezifische Sendungen gibt, denen u.a die Radioreise, Volksmusik, das Schlagerkarussell oder Pirnis Plattenkiste angehören.

## ISW-TV
Zusätzlich zum Radioprogramm produziert die Inn-Salzach-Welle seit dem 1. Oktober 1986 lokale Fernsehprogramme und gehört damit zu den ersten privaten Programmanbietern in Bayern. Am Anfang standen monatliche Sendungen unter dem Titel Landkreiskamera und beschränkt auf die Region des Landkreises Altötting. Später erfolgte die Ausstrahlung zentral im Kabelfernsehen über ein eigenes Studio in Schnaitsee für die südostbayerischen Landkreise Altötting, Mühldorf, Traunstein und Rosenheim. Heute ist ISW-TV via Kabel, Astra-Satellit und verschiedene andere Möglichkeiten flächendeckend über Regional Fernsehen Oberbayern (RFO GmbH) zu empfangen. Aktuelle Nachrichtenbeiträge von ISW-TV sind bei RFO von Montag bis Freitag überwiegend in der Zeit von 18:00 bis 18:30 Uhr (auch im RTL-Fenster) zu empfangen. Das 30-minütige ISW-Journal ist jeden Sonntag ab 18:30 Uhr, 20:30 Uhr und 23:30 Uhr zu sehen. Für Ende Februar 2025 kündigte die Inn-Salzach-Welle das Ende des ISW-Sonntagsmagazins im RFO an. Grund dafür sei die mangelnde Unterstützung der Bayerischen Staatsregierung und der BLM.

## Radio ISW +plus+
Seit dem 1. Dezember 2013 ist ein Ableger ISW +plus+ als Webradio aktiv. Laut der Angaben der Sendeveranstalter handelt es sich hierbei um einen Sender, der sich mit seiner Musikfarbe von den anderen Stationen abheben will. So werden beispielsweise Programme mit Instrumentalmusik und Countrymusik ebenso gesendet, wie die „Radioreise“ oder das an Funkamateure gerichtete Programm von Radio DARC, das zuletzt einzig über Kurzwelle zu hören war.